# Couronne de fleurs

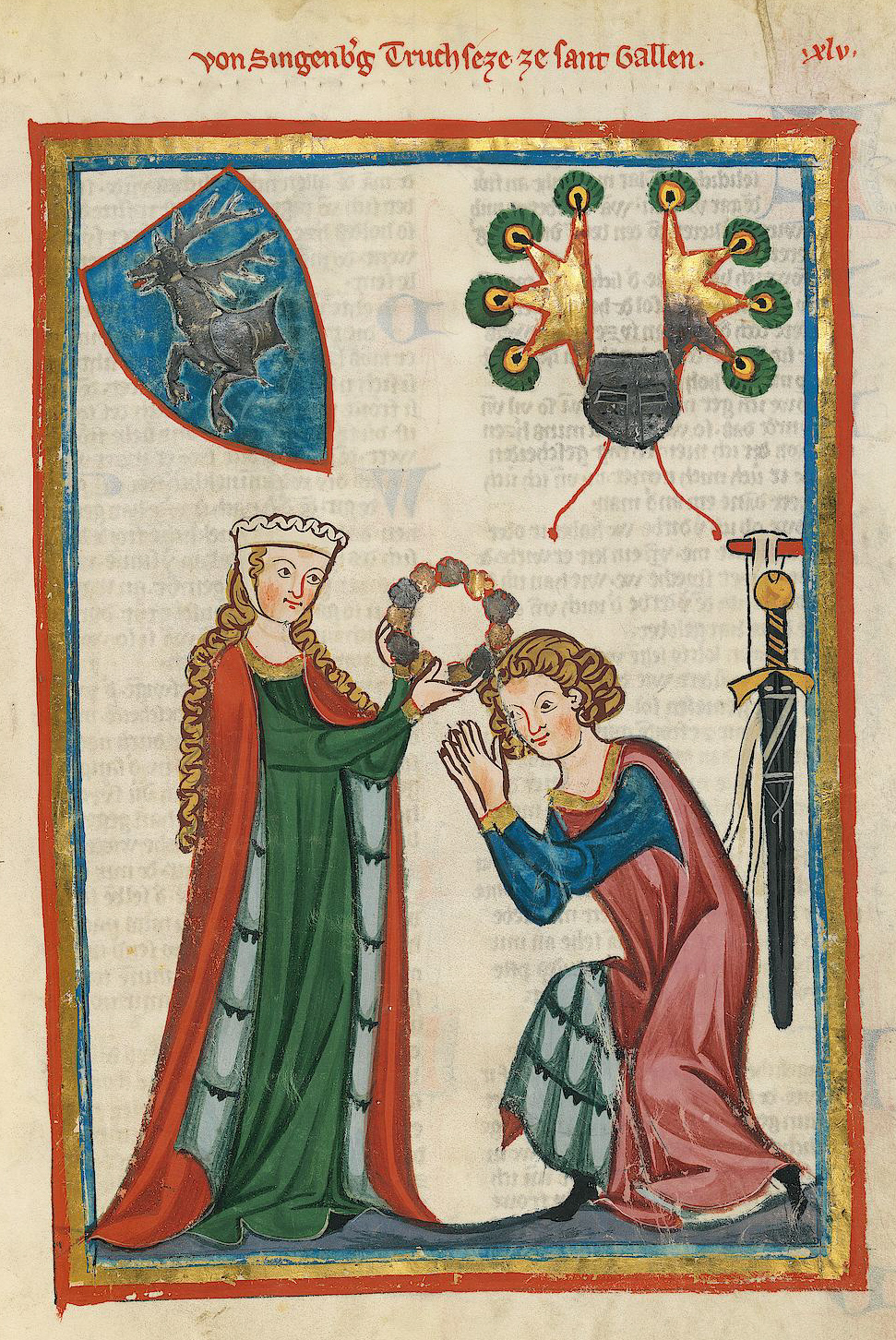
La couronne de fleurs est un élément courant des relations galantes du Moyen Âge (Enluminure du Codex Manesse, 1320).

La couronne de fleurs est un attribut vestimentaire, d'apparat ou de protocole (par exemple offrande rituelle lors de l'accueil d'un étranger à Tahiti).
C'était aussi l'une des formes de « chapels » (chapeaux) très en vogue au Moyen Âge, faisant probablement suite à une tradition très ancienne de tressage de couronnes de végétaux (fleuris ou non, telle la couronne de laurier).

## Origines
La fleur comme ornement et parure est une tradition qui est probablement très ancienne et qu’on connaît chez les peuples dits primitifs sur tous les continents.
On ne peut exclure une origine pour partie religieuse, animiste ou médicinale (plantes protégeant symboliquement ou par leurs propriétés médicinales leur porteur).

## Au Moyen Âge, en Occident
Des chapels ou « chapelets » de fleurs naturelles ou de verdure étaient fabriqués au Moyen Âge par des « herbiers » aussi appelés « chapeliers de fleurs », lesquels exerçaient un plein métier, cultivant dans des « courtils » (jardins) des fleurs qui à la belle saison, leur servaient à confectionner des coiffures délicates, appréciées tant par les hommes que par les femmes, selon les chroniqueurs médiévaux et les enluminures.
Le métier de chapelier de fleurs bénéficiait de privilèges :
- Leur industrie était « franche », c'est-à-dire ne faisant pas partie des métiers dont on devait acheter au roi le libre exercice ;
- Les chapeliers de fleurs pouvaient travailler de jour comme de nuit ;
- Ils ne payaient rien à l'entrée et à la sortie de Paris pour leurs marchandises, et n'étaient pas tenus de faire le guet car, dit le registre d'Étienne Boileau, « leur mestier est frans et qu'il fut establi pour servir les gentilhommes ».

## Les couronnes de fleurs au Moyen Âge

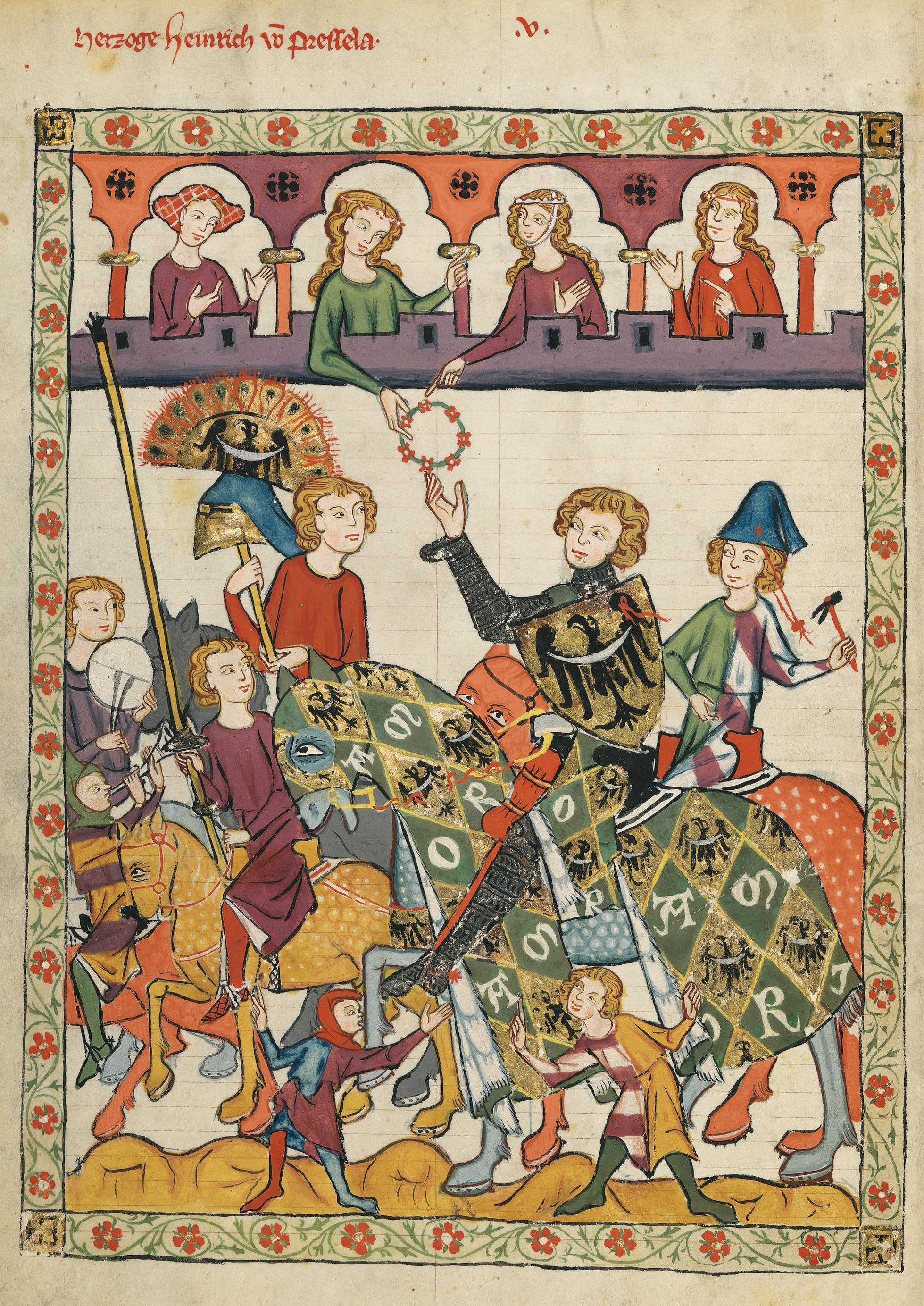
Couronne de fleurs remise par une Dame à un chevalier qui s'apprête à entamer un Tournoi (Enluminure du Codex Manesse, 1320).

Les fleurs sont souvent porteuses d’allusions galantes ; une chanson du XIIIe siècle rapporte qu’un chevalier ayant aperçu une bergère en son chemin, s'arrêta, mit pied à terre, attacha son cheval à un rainsel (à un arbre), s'assit sous la ramée près de la fillette, puis dit, en parlant de lui : « Chapel fis de la flor qui blanchoie ».
Un fabliau (des Deux bordeors ribam) conte une dispute entre deux jongleurs, dont l'un des concurrents énumère un peu vaniteusement ses talents, disant qu'il sait donner des conseils aux amoureux, « Et faire chapelez de Sors ».
Les chapels de fleurs figuraient dans toutes les solennités ; dans les banquets, chaque convive en portait, et on en couronnait même, à la manière des anciens, les vases qui contenaient les boissons et les coupes qui servaient à boire.
Le produit le plus recherché de l'industrie du chapelier de fleurs était « le chapel de rosés », qu'un seigneur imposait quelquefois comme redevance à son vassal, et qui faisait partie du revenu de sa terre. Une fille noble ne recevait souvent en mariage qu'un de ces chapels, et quand elle était ainsi dotée, elle perdait tout droit à la succession de son père et de sa mère.
Il est par exemple question dans le « Lai du Trot » de quatre-vingts pastourelles, parées chacune d'un « chapel de rosés ».
Au Moyen Âge, lorsque la main d'une demoiselle était demandée, la jeune fille pouvait porter une couronne de marguerites, indiquant qu'elle prenait le temps de considérer la demande, ou une couronne de roses, indiquant qu'elle acceptait la requête de son futur époux.

## Symbolique

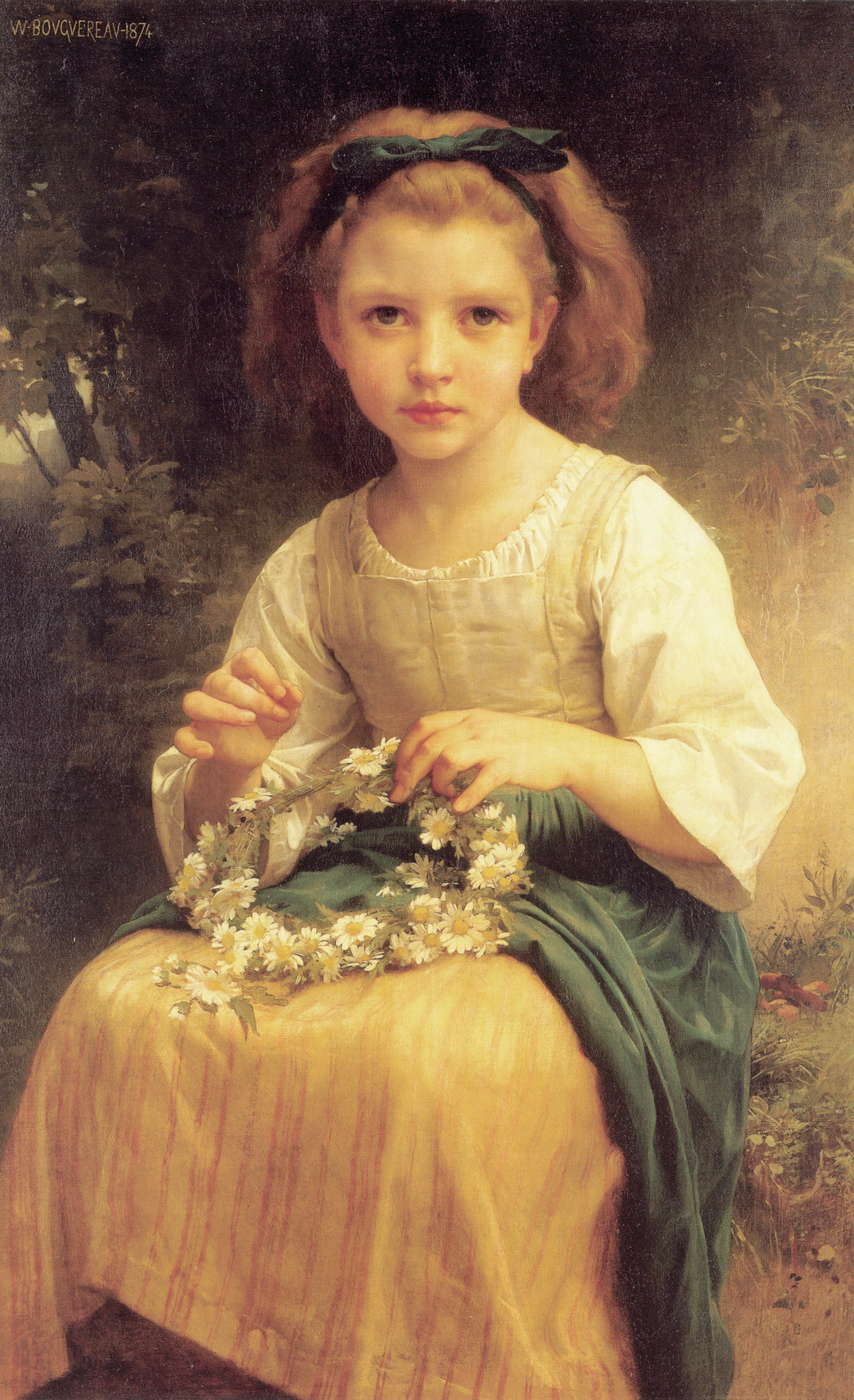
Enfant composant une couronne de fleurs, peinture de William Bouguereau (XIX).

Le chapel de fleur n'est pas qu'un objet esthétique ou parfumé qui augmente la grâce de ceux qui les portent autour de la tête, il est aussi parfois porteur de sens caché.
C'était une parure jouant un rôle important dans les jeux de l'amour et aussi parfois une récompense.

C'était par exemple le prix que recevaient, des mains de leur dame inspiratrice, les trouvères vainqueurs des luttes poétiques. De même dans les tournois souvent mortels.
Les jeunes gens firent exprimer leurs sentiments par les fleurs tressées, en attachant un sens caché à chacune de celles qui composaient le chapel, imitant en cela ces bouquets emblématiques appelés selam, « dont les croisades avaient apporté le secret en Occident, et dans lesquels les amants rendent, en Orient, visible aux yeux de celles qu'ils aiment, ce qu'ils n'osent ou ne peuvent leur dire de vive voix ».
Dans les pays slaves, les filles et les jeunes femmes ont toujours porté la couronne comme symbole de pureté et de fertilité. On pense que les couronnes ont une origine païenne antérieure à l'introduction du christianisme dans le monde slave oriental au Xe siècle.

## Tradition perdue?
La tradition des chapels de fleurs et du métier de « chapelier en fleurs » (à partir du XIVe siècle, ils ne sont plus cités dans les ordonnances) semble s’être perdue au fur et à mesure du développement de la mode et « lorsque l'opulence, dédaignant une parure que tout le monde pouvait se procurer à peu de frais, y substitua des couronnes ornées de rubans, de bandes d'or ou d'argent et de pierreries ».
Quelques souvenirs de ces traditions semblent toutefois persister avec
- les couronnes de mariées ;
- les couronnes ornant les statues de la Vierge (et jusqu’au XIXe siècle celles dont on ornait la tête des saints, les jours consacrés de leur fête ;
- les couronnes ou bouquets de fleurs qu’on jetait au théâtre aux comédiennes ;
- les couronnes de feuillage qu'on distribue aux écoliers dans les collèges jusqu’au milieu du XXe siècle, en leur remettant les prix qu'ils ont obtenus ;
- les couronnes que les enfants tressaient au XIXe et début du XXe siècle avec le gaillet, le liseron, le lierre, les bluets (bleuet, aujourd’hui presque disparu) que l'on tresse en été pour les enfants, enfin, les couronnes d'immortelles ;
- et peut-être la couronne mortuaire, fortement présente dans les rites funéraires dits « occidentaux ».